# Svetište Majke Božje Goričke
Svetište Majke Božje Goričke je marijansko svetište u Batomalju, najveće u Krčkoj biskupiji i među najstarijima u Hrvatskoj. Potječe iz XI. stoljeća, a nalazilo se u predjelu «Goričice» u današnjem Jurandvoru, odakle mu i naziv «Goričke». Na sadašnjem mjestu izgrađeno je tijekom XV. stoljeća, a posvetio ga je 1550. biskup Albertu Dujmu de Gliricisu.

## Povijest
Prema predaji, djeca su u trima navratima 1415. na čudesan način pronašla na tome brijegu kip Majke Božje iz crkvice u Jurandvoru.
Pokraj crkve nalazila se kuća Bratovštine Majke Božje Goričke, čiji se statut čuva u Zagrebu, a najstariji je statut jedne bratovštine u Hrvatskoj pisan glagoljskim pismom (1425.). 1603. Bratovština je imala stotinu članova. Članovi Bratovštine bili su i benediktinci iz obližnje Opatije sv. Lucije, koji su do utrnuća samostana 1465. i upravljali Svetištem. Bratovštini su pripadali i neki članovi obitelji krčkih knezova Frankopana (Nikola IV. sa ženom Dorotejom, knez Ivan i kneginja Elizabeta).
Kip Majke Božje Goričke barokno je djelo, a potječe iz XVI. stoljeća, rad je nepoznatog autora. 1877. A. Kušlan obnavlja mu pozlatu.
Iz 1590. postoji svjedočanstvo biskupa Davida koji piše da je ovo glavno svetište na otoku Krku, a mjesni župnik bilježi 1673. kako je u Svetištu Majke Božje Goričke sveta misa svakoga blagdana i nedjelje te da vjernički puk petnaest puta na godinu hodočasti Gospi u procesijama.
Zavjetne stube građene su 1877. – 1891. i ima ih 237 te su po njima u bronci izlivene postaje križnog puta, blagoslovljene na Prvu korizmenu nedjelju 2003.
Papa Leon XIII. 1896. dao je vjernicima-hodočasnicima mogućnost zadobivanja potpunog oprosta na blagdane Velike i Male Gospe, Pedesetnicu i Duhovski ponedjeljak. Sveti zbor obreda iz Rima dopustio je 1899. slavlje zavjetne mise BDM u Svetištu.

## Vanjske poveznice
- Službene stranice Svetišta
- Lokmer, Juraj: Majka Božja Gorička